# Завод за заштиту споменика културе Сремска Митровица
Завод за заштиту споменика културе Сремска Митровица је културна установа великог значаја у граду Сремској Митровици, чија је основна делатност институционална заштита споменика културе на подручју Срема и северног дела Мачве.

## Здање завода
Завод за заштиту споменика културе се налази у згради која има статус споменика културе од великог значаја. То је војнограничарска зграда 9. Петроварадинског пука, саграђена после 1747. године када је Сремска Митровица постала седиште Пука.

## Историјат
Институционална заштита споменика културе на подручју Срема и северног дела Мачве, обавља се већ више деценија и започета је након завршетка Другог светског рата. Тада су се Фрушкогорски манастири, који су ратом тешко страдали, нашли у рушевинама као и неколико десетина православних цркава. Споменичко наслеђе било је изложено константном и убрзаном нестајању. Ово је утицало на оснивање Среског завода за заштиту споменика културе у Сремској Митровици у децембру месецу 1961. године.

## Завод данас
Последњих неколико деценија представља нову епоху у заштити културне баштине. Велики број културних добара је спашен, заштићен и у служби је даљег културног наслеђа.
На подручју Срема у надлежности Завода налази се укупно 218 непокретних културних добара:
| Статус          | Споменици културе | Просторне културно-историјске целине | Археолошка налазишта | Знаменита места | Укупно |
| --------------- | ----------------- | ------------------------------------ | -------------------- | --------------- | ------ |
| Изузетни значај | 23                | 1                                    | 3                    | 2               | 29     |
| Велики значај   | 116               | 4                                    | 6                    | 3               | 129    |
| Некатегорисано  | 36                |                                      | 7                    | 17              | 60     |
| Укупно          | 175               | 5                                    | 16                   | 22              | 218    |